# Al Yufrah
Al Yufrah (in arabo اليفره ‎?) è una comunità dell'Emirato di Dubai, negli Emirati Arabi Uniti. Amministrativamente fa parte del Settore 9 e si trova nella zona centrale di Dubai.

## Territorio
Il territorio della comunità occupa una superficie di 44,7 km² che si sviluppa in un'area non urbana nella zona centrale di Dubai, nella zona meridionale del quadrante formato dalla Emirates Road (E 611) a nord-ovest, dalla Dubai Al Ain Road (E 66) a nord-est, dalla Lehbab Road (E 77) a sud-est e dalla Al Qudra Street (D 63) a sud-ovest.
Umm Nahad è suddivisa in quattro comunità:
- Al Yufrah 1 (codice comunità 915), nella zona orientale;
- Al Yufrah 2 (codice comunità 916), detta anche una parte di Madinat Hind 4, nella zona centrale;
- Al Yufrah 3 (codice comunità 918), detta anche una parte di Madinat Hind 4, nella zona occidentale;
- Al Yufrah 4 (codice comunità 919), detta anche Al Yufrah 2, nella zona meridionale.

Gran parte del territorio è desertico e gli insediamenti sono concentrati in poche aree specifiche:
- Damac Hills 2. È un progetto di sviluppo residenziale di Damac Properties che riguarda un'area di circa 5 km² nella zona centro-settentrionale della comunità. Il piano generale di sviluppo prevede la realizzazione di oltre 10.000 ville a schiera indipendenti, circa 1.200 appartamenti, oltre 2.000 camere d'albergo e 650 ville singole con servizi.[5] Questo progetto ha avuto una vita piuttosto travagliata. Iniziato come una rielaborazione del progetto del 2006 originariamente proposto da Tiger Woods Dubai (una partnership tra Tiger Woods Design e la società Tatweer del gruppo Dubai Holding), è stato sospeso nel 2009 a causa della crisi finanziaria globale prima di essere completamente annullato nel 2011, nonostante la costruzione del campo da golf e della club house fosse iniziata. Il terreno e l'accordo commerciale con Tiger Woods sono stati acquistati nel 2014 da Damac Properties e ribattezzati Akoya Oxygen (o Akoya O2). Anche il nome del golf club venne cambiato in "Trump World Golf Club Dubai". Nel 2015 Damac ha annunciato un piano per costruire la prima foresta pluviale della regione. Il progetto prevedeva la realizzazione di un ecosistema tropicale, chiamato The Dubai Rainforest, all'interno di un'enorme cupola adiacente al campo da golf Trump World Golf. Questo progetto doveva essere completato in tempo per l'Expo 2020 di Dubai. Nel 2019 "Oxygen" è stato eliminato dal nome e la comunità è stata chiamata semplicemente "Akoya". Nel giugno 2021 il progetto della comunità Akoya è stato ribattezzato "Damac Hills 2" ed è stato presentato un nuovo piano generale. Il piano rivisto presentava una serie di importanti cambiamenti, in particolare la demolizione del campo da golf Trump progettato da Tiger Woods per fare spazio a una serie attrazioni a tema acquatico e un comprensorio sportivo con diversi capi da gioco per cricket, calcio e campi da basket.[6]

- Al Sahra Desert Resort. Conosciuto anche come Al Sahra Desert Fortress è un resort che si trova nell'oasi di Al Sahra, in pieno deserto nel territorio di Al Yufrah 1, non lontano dalla Lehbab Road. In realtà l'Al Sahra Desert Resort non è un vero e proprio hotel, ma un centro di intrattenimento, famoso soprattutto per il suo anfiteatro, dove si tengono eventi e attrazioni per turisti.[7]

L'area non è attualmente servita dalla Metropolitana di Dubai. Esistono tuttavia due linee di superficie (bus 66 e 67) che percorrono la Dubai Al Ain Road ed hanno una fermate ad Rawdah Poultry Farm in Al Yufrah 1. Esiste inoltre un'altra linea che percorre il complesso di Damac Hills 2 e lo collega alla fermata della linea rossa della metropolitana di Mall of the Emirates.